# سان دييغو سوكرز
سان دييغو سوكرز (بالإنجليزية: San Diego Sockers)‏ هو نادي أمريكي سابق لكرة القدم وكرة القدم المصغرة مقره في سان دييغو، أٌسس عام 1978 وحُلّ عام 1996. لعب النادي في دوري أمريكا الشمالية لكرة القدم.